# Hoboken (New Jersey)
Hoboken je město v americkém státě New Jersey, v okrese Hudson County. Rozkládá se na západním břehu řeky Hudson naproti Manhattanu. Má rozlohu 5,1 km² a 60 419 obyvatel (2020). Město je součástí Newyorské metropolitní oblasti. V Hobokenu je nejdůležitější newyorské vlakové nádraží Hoboken terminal. Město je známé tím, že se zde uskutečnil první zdokumentovaný baseballový zápas v historii. V Hobokenu je také jedna z nejstarších technických univerzit ve Spojených státech, Stevens Institute of Technology.

## Dějiny
Území města byla původně záplavová oblast mezi řekou Hudson na východě a Jerseyskými skálami na západě. Původními obyvateli území byli indiáni z kmene Lenapi. První doložený příchod Evropanů je z roku 1609, kdy zde zakotvil při objevné výpravě Henry Hudson. Poté se zde začali usazovat nizozemští kolonisté a území spadalo pod správu guvernéra Nového Amsterdamu. 

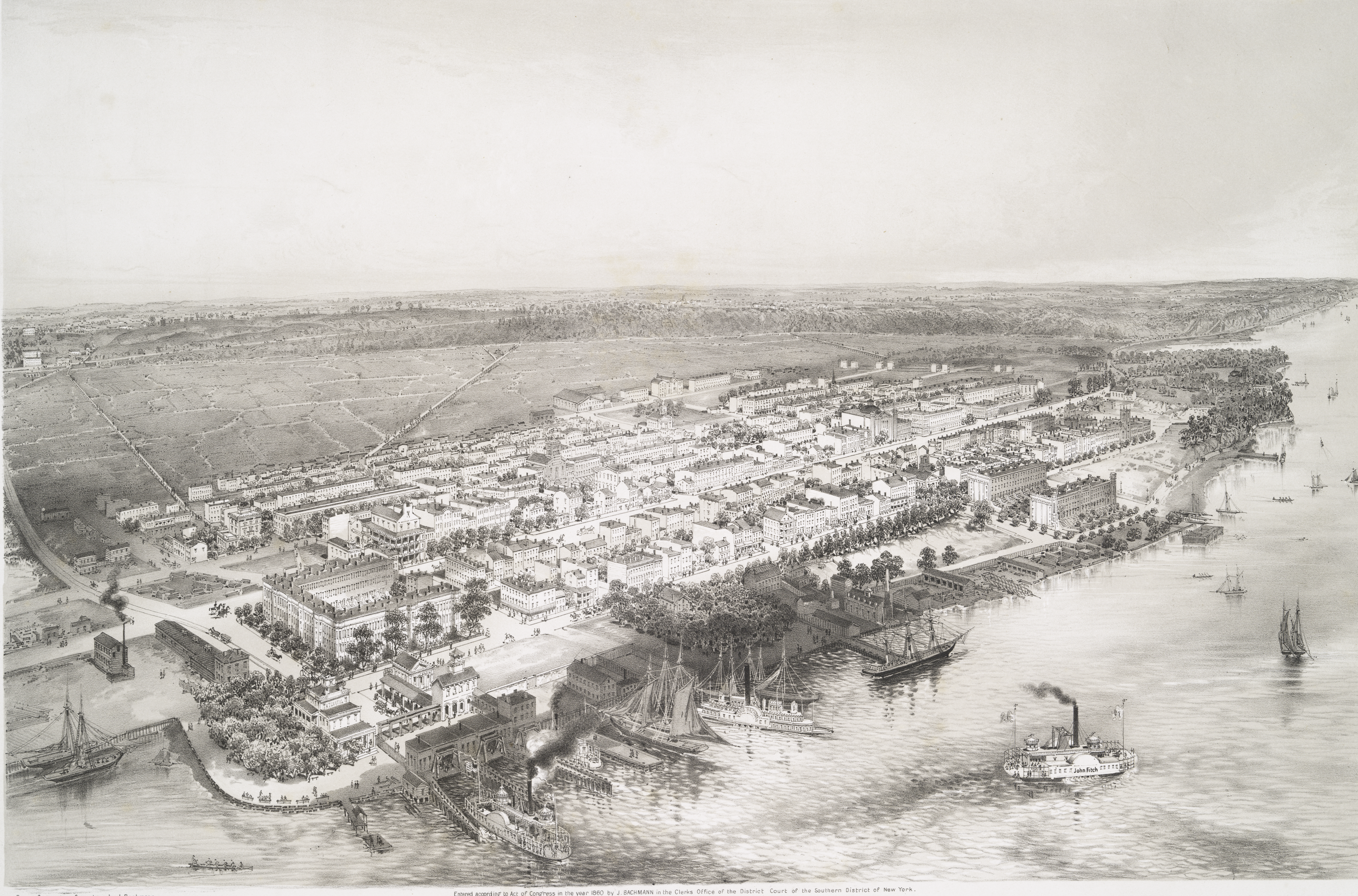
Hoboken v roce 1860

V roce 1643 zde byl založen první pivovar v Severní Americe. Po roce 1664 se území dostalo do rukou Angličanů, a mělo převážně zemědělský charakter. Významnou osobou pro další rozvoj Hobokenu byl plukovník John Stevens (1749 – 1838). jako první začal pro toto území používat název Hoboken, původ jména je ale nejasný. V roce 1811 začal Stevens provozovat parní trajekt mezi Hobokenem a Manhattanem, což byl první komerční parní přívoz na světě. Ve 30. letech 19. století Stevens rozparceloval Hoboken na systém ulic, který je dodnes. V roce 1846 se zde konal první historický zaznamenaný zápas v baseballu, a Hobokenu se proto někdy říká rodné město baseballu. V roce 1849 získal Hoboken statut města. Koncem 19. století a na počátku 20. století se do města stěhovali převážně Němci, kteří zde v té době tvořili většinu obyvatel, a Hobokenu se říkalo Malé Brémy. Ve městě byly vybudovány velké loděnice, a stavba lodí se stala hlavním průmyslem v Hobokenu. Během první světové války bylo mnoho Němců odsunuto, a po válce se do Hobokenu začali stěhovat z Evropy Italové a Židé. Spojení s New Yorkem zlepšilo otevření Hollandova tunelu v roce 1927 a Lincolnova tunelu v roce 1937. V říjnu 2012 po hurikánu Sandy bylo polovina města postižena katastrofální povodní.

## Významné osobnosti
- Howard Aiken (1900–1973), počítačový průkopník, narozen v Hobokenu
- Michael Chang (narozen 1972 v Hobokenu), profesionální tenista
- Bill Frisell (narozen 1951) hudebník a skladatel
- Alfred Kinsey (1894–1956), psycholog a sexuolog, narozený v Hobokenu
- Alfred L. Kroeber (1876–1960), antropolog, narozený v Hobokenu
- Dorothea Langeová (1895–1965), fotografka, narozená v Hobokenu
- Eli Manning (narozen 1981), hráč amerického fotbalu
- Joe Pantoliano (narozen 1951 v Hobokenu), spisovatel
- Steve Shelley (narozen 1963), bubeník skupiny Sonic Youth
- Frank Sinatra (1915–1998), zpěvák a skladatel, narozen v Hobokenu
- Alfred Stieglitz (1864–1946), fotograf, narozen v Hobokenu

Panorama Manhattanu z mola A

- Yo La Tengo, rocková skupina